# Cynops
Cynops es un género de anfibios caudados de la familia Salamandridae, se suelen conocer como tritones de vientre de fuego; son endémicos de Japón.
Se alimenta de pequeños insectos que caen o viven en el agua.

## En cautividad
Pueden vivir alguna época de su vida en tierra, por lo que tendrán que tener en su recinto zona terrestre y acuática.
En cautividad se puede alimentar con larva roja de mosquito, larva negra de mosquito, artemia, larva blanca y tubifex. También admite trozos de lombriz o larva de mosca.

## Especies
Se reconocen las siguientes según ASW:
- Cynops ensicauda (Hallowell, 1861)
- Cynops pyrrhogaster (Boie, 1826)